# Ruta europea E45

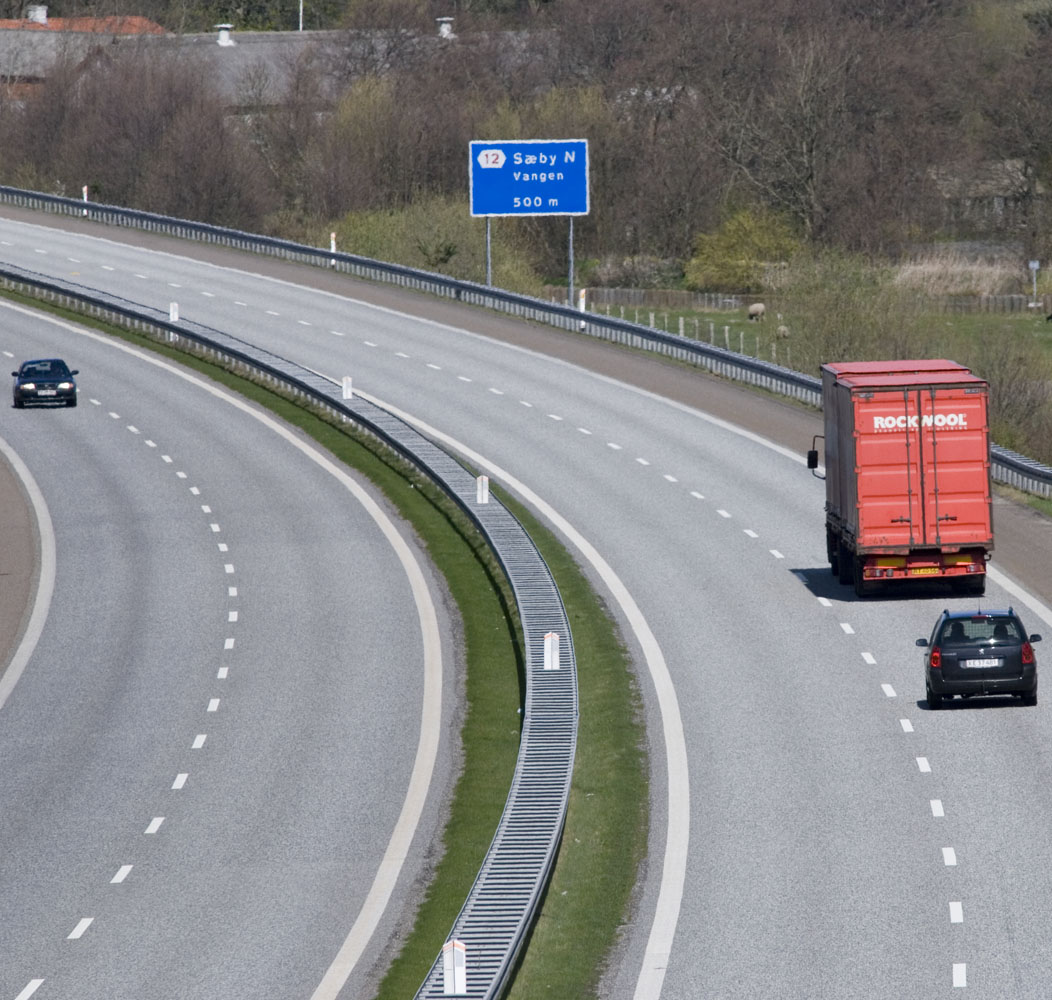
Salida más septentrional de la E45, en Dinamarca, justo al sur de Frederikshavn

La ruta europea E45 va desde Noruega a Italia, a través de Finlandia, Suecia, Dinamarca, Alemania y Austria. Con una longitud de unos 5 190 km, es la ruta más larga en dirección norte a sur de la red de rutas europeas. 
La ruta pasa a través Alta (Noruega) – Kautokeino – Hetta (Finlandia) – Palojoensuu – Karesuvanto – Gällivare (Suecia) – Porjus – Jokkmokk – Arvidsjaur – Östersund – Mora – Säffle – Åmål – Brålanda – Gotemburgo ... Frederikshavn (Dinamarca) – Aalborg – Randers – Aarhus – Vejle – Kolding – Frøslev – Flensburgo (Alemania) – Hamburgo – Hannover – Hildesheim – Gotinga – Kassel – Fulda – Wurzburgo – Núremberg – Múnich – Rosenheim – Wörgl (Austria) – Innsbruck – Paso del Brennero – Florencia (Italia) – Bolzano – Trento – Verona – Módena – Bolonia – Cesena – Perugia – Fiano Romano – Nápoles – Salerno – Sicignano degli Alburni – Cosenza – Villa San Giovanni ... Mesina – Catania – Siracusa – Gela.

## Noruega y Finlandia
La ruta E45 tiene una extensión de 172 km en Noruega y 101 km en Finlandia. No está señalizada en Noruega, pero sigue las carreteras 21 y 93 en Finlandia. A pesar de los acuerdos de 2006, las autoridades de ambos países tardaron en señalizar las carreteras. Desde agosto de 2016, los gobiernos de Noruega y Finlandia fueron señalizando la E45 por Karesuando–Karesuvanto–Palojoensuu–Hetta–Kautokeino–Alta.

## Suecia
En noviembre de 2006, la E45 se señalizó sobre la antigua nacional 45, que se iniciaba en Karesuando, en la frontera sueco–finlandesa (cerca de la Ruta europea E8), y pasaba a través de Östersund–Mora–Grums y Gotemburgo. La extensión de la ruta es de 1690 kilómetros (1050 mi). Las señales de la carretera 45 fueron cambiado a E45 durante el verano de 2007. La E45 recibe el nombre de Inlandsvägen.

## Dinamarca

### Salidas en Dinamarca
| Localidad                             | #   | Destino                                                                   | Notas                              |
| ------------------------------------- | --- | ------------------------------------------------------------------------- | ---------------------------------- |
| Sæby N                                | 12  | S180 Sæby, Vangen                                                         |                                    |
| Área de servicio Øksenhede            |     |                                                                           |                                    |
| Sæby S                                | 13  | S180 S541 Sæby, Syvsten,                                                  |                                    |
| Flauenskjold                          | 14  | S589 Flauenskjold, Dybvad, Voerså                                         |                                    |
| Jyske Ås                              | 15  | Klokkerholm                                                               |                                    |
| Hjallerup N                           | 16  | S559 Hjallerup, Asaa, Dronninglund S 180                                  |                                    |
| Área de servicio Hjallerup Enge       |     |                                                                           |                                    |
| Lyngdrup                              | 17  | S180 Hjallerup, Grindsted                                                 |                                    |
| Vodskov N                             | 18  | Vodskov, Langholt, dirección S180                                         |                                    |
| Vodskov                               | 19  | Vodskov, Hals                                                             |                                    |
| Bouet                                 | 20  | Nørresundby, dirección E39; P11; P55; S180                                |                                    |
| Vendsyssel                            |     | E39; P11 Brønderslev, Hjørring, Hirtshals, Thisted, dirección P55; S180   | Salida norte, entrada sur          |
| Nørresundby N                         | 21  | Nørresundby, Lindholm Aeropuerto de Aalborg, dirección S180               |                                    |
| Nørresundby C                         | 22  | S180 Nørresundby                                                          | Salida norte, entrada sur          |
| Túnel de Limfjord                     |     |                                                                           | 582 m de largo; altura máx. 4,30 m |
| Aalborg N                             | 23  | Aalborg, Rørdal                                                           | Salida sur, entrada norte          |
| Ø. Uttrup Vej                         | 24  | Aalborg, Rørdal                                                           |                                    |
| Humlebakken                           | 25  | Vejgaard, Aalborg Ø                                                       | Salida sur, entrada norte          |
| Th. Sauers Vej                        | 26  | S507 S595 Aalborg                                                         |                                    |
| Aalborg C                             | 27  | Aalborg                                                                   | Salida norte, entrada sur          |
| Aalborg S                             | 28  | S187 Aalborg, Skalborg                                                    |                                    |
| Área de servicio Dall/Limfjorden      |     |                                                                           | Restaurante                        |
| Svenstrup                             | 29  | S180 Svenstrup, Ellidshøj                                                 |                                    |
| Støvring N                            | 30  | Støvring                                                                  |                                    |
| Støvring S                            | 31  | S519 Støvring, Sørup                                                      |                                    |
| Área de servicio Himmerland           |     |                                                                           |                                    |
| Sønderup                              | 32  | P13 Viborg, Aars                                                          | Salida sur, entrada norte          |
| Haverslev                             | 33  | S535 Haverslev, Arden                                                     |                                    |
| Área de servicio Senhøj               |     |                                                                           |                                    |
| Hobro N                               | 34  | P29 S541 Hobro                                                            |                                    |
| Hobro V                               | 35  | S579 Hobro                                                                |                                    |
| Onsild                                | 36  | S517 S555 Onsild, Viborg, Mariager                                        |                                    |
| Handest                               | 37  | S180 Handest, Hobro                                                       |                                    |
| Área de servicio Glenshøj             |     |                                                                           |                                    |
| Purhus                                | 38  | Purhus, Fårup                                                             |                                    |
| Randers N                             | 39  | S180 S507 Randers, Hadsund                                                |                                    |
| Randers C                             | 40  | P16 Randers, Viborg                                                       |                                    |
| Área de servicio Gudenå               |     |                                                                           |                                    |
| Randers S                             | 42  | P46 Randers                                                               |                                    |
| Sønder Borup                          | 43  | P16 P21 S180 S511 Grenaa, Ebeltoft, Sønder Borup, Hadsten, Sjællands Odde |                                    |
| Hadsten                               | 44  | S587 Hadsten, Ebeltoft, Grenaa Aeropuerto de Aarhus                       |                                    |
| Århus Nord                            |     | P15 Aarhus N, Grenaa, Ebeltoft, Skejby, Sjællands Odde                    |                                    |
| Århus N                               | 46  | S505 Hinnerup, Lisbjerg                                                   |                                    |
| Tilst                                 | 47  | P26 Tilst, Viborg                                                         |                                    |
| Tilst                                 |     | P26 Viborg (planned)                                                      |                                    |
| Área de servicio Pedersminde/Blankhøj |     |                                                                           |                                    |
| Århus Vest                            |     | P15 Århus, Silkeborg, Herning                                             |                                    |
| Århus S                               | 49  | Århus, Hasselager Sjællands Odde                                          | Salida sur, entrada norte          |
| Hørning                               | 50  | Hørning, Hasselager                                                       | Salida sur, entrada norte          |
| Århus Syd                             |     | S501 Hasselager, Hørning, Viby J, Sjællands Odde                          | Salida norte, entrada sur          |
| Skanderborg N                         | 51  | S511 Skanderborg, Stilling                                                |                                    |
| Área de servicio Fuglsang             |     |                                                                           |                                    |
| Skanderborg V                         | 52  | S511 Skanderborg, Ry, Odder                                               |                                    |
| Skanderborg S                         | 53  | S409 Skanderborg, Østbirk, Nørre Snede                                    | Salida sur, entrada norte          |
| Ejer Bavnehøj                         | 54  | Ejer Bavnehøj                                                             |                                    |
| Horsens N                             | 55  | S461 Horsens, Østbirk                                                     |                                    |
| Horsens V                             | 56  | P52 Horsens, Juelsminde, Silkeborg                                        |                                    |
| Horsens C                             | 56b | Horsens, Hatting                                                          |                                    |
| Horsens S                             | 57  | P30 S451 Horsens, Odder, Billund Aeropuerto de Billund                    |                                    |
| Área de servicio Merring/Nørremark    |     |                                                                           |                                    |
| Hedensted                             | 58  | Hedensted, Løsning                                                        |                                    |
| Hornstrup                             | 59  | P23 Hornstrup, Vejle N                                                    |                                    |
| Vejle                                 |     | P18 P13 Herning, Viborg                                                   |                                    |
| Vejle N                               | 60  | S170 Vejle, Juelsminde                                                    |                                    |
| Vejle C                               | 61a | P28 Vejle, Fredericia, Billund                                            |                                    |
| Vejle S                               | 61b |                                                                           |                                    |
| Área de servicio Skærup               |     |                                                                           |                                    |
| Skærup                                |     | E20 Odense                                                                | Salida sur, entrada norte          |
| Kolding                               |     | E20 Odense                                                                | Salida norte, entrada sur.         |
| Kolding Ø                             | 62  | S170 S176 Kolding, Billund Aeropuerto de Billund                          |                                    |
| Bramdrupdam                           | 63  | Bramdrupdam                                                               |                                    |
| Kolding Vest                          | 64  | E20 Kolding, Varde, Esbjerg                                               |                                    |
| Área de servicio Hylkedal             |     |                                                                           |                                    |
| Kolding S                             | 65a | P25 Kolding, Vamdrup, Tønder                                              |                                    |
| Vonsild                               | 65b | Vonsild                                                                   |                                    |
| Christiansfeld                        | 66  | Christiansfeld                                                            |                                    |
| Haderslev N                           | 67  | Haderslev                                                                 |                                    |
| Vojens                                | 68  | P47 Vojens, Ribe, Haderslev Aeropuerto de Vojens                          |                                    |
| Área de servicio Ustrup               |     |                                                                           |                                    |
| Haderslev S                           | 69  | S435 Haderslev, Tønder                                                    |                                    |
| Área de servicio Øster Løgum          |     |                                                                           |                                    |
| Aabenraa N                            | 70  | P24 Aabenraa, Rødekro, Ribe                                               |                                    |
| Área de servicio Årslev               |     |                                                                           | Restaurante                        |
| Aabenraa                              | 71  | P41 Aabenraa                                                              | Salida sur, entrada norte          |
| Aabenraa S                            | 72  | P42 Aabenraa, Tinglev                                                     |                                    |
| Kliplev                               |     | P8 Sønderborg, Fynshav                                                    |                                    |
| Kliplev                               | 73  | P8 S481 Kliplev, Tønder, Gråsten, Tinglev, Ribe                           |                                    |
| Área de servicio Oksekær              |     |                                                                           |                                    |
| Kruså                                 | 74  | Kruså, Flensburgo                                                         | Salida sur, entrada norte          |
| Bov                                   | 75  | S401 Bov, Tønder, Padborg, Kruså, Egernsund                               |                                    |
| Padborg                               | 76  | Padborg, Frøslev                                                          | Salida sur, entrada norte          |
| Área de servicio Frøslev              |     |                                                                           |                                    |
| Padborg                               | 76  | Padborg, Frøslev                                                          | Salida norte, entrada sur          |

## Alemania
La E45 atraviesa Alemania de norte a sur, de la siguiente manera:
- A7, frontera danesa–Wurzburgo
- A3, Wurzburgo–Núremberg
- A9, Núremberg–Múnich
- A99, Múnich Circunvalación
- A8, Múnich–Rosenheim
- A93, Rosenheim–frontera con Austria

La longitud de la ruta en Alemania es de 1 022 km. Entre Núremberg y Verona, Italia la E45 se corresponde con el antiguo trazado de la carretera imperial, la Via Imperii.

## Austria
La E45, de la siguiente manera:
- Valle del Inn Autopista A12, frontera germano–Innsbruck
- Brenner Autopista A13, Innsbruck–frontera italiana (en el Paso del Brennero)

## Italia
Debido a la mayor reconocimiento de las autopistas y a nivel nacional o localmente numerada de carreteras principales en Italia, en el lenguaje coloquial de uso "E45" a menudo se refiere a la Cesena-Orte segmento, posiblemente expandió para incluir la Ravenna-Cesena sección de la SS3bis (formalmente parte de la E55, y que forman juntos la Strada di Grande Comunicazione Ravenna-Orte) y/o la Orte-Roma segmento.

## Ruta
Noruega
- E45: Alta – Kautokeino –  Noruega/ Finlandia frontera

 Finlandia
- Vt 93:  Noruega/ Finlandia frontera – Hetta – Palojoensuu
- Vt 21 E8: Palojoensuu – Kaaresuvanto
- Vt 959: Kaaresuvanto –  Finlandia/ Suecia frontera

 Suecia
- E45: Karesuando – Svappavaara (Inicio de la Simultaneidad con E10) – Gällivare (Final de la Simultaneidad con E10) – Arvidsjaur – Storuman (Inicio de la Simultaneidad con E12) – Stensele (Final de la Simultaneidad con E12) – Håxås – Östersund (Inicio de la Simultaneidad con E14) – Brunflo (Final de la Simultaneidad con E14) – Sveg – Mora – Malung (Inicio de la Simultaneidad con E16) – Stöllet – Önneby – Torsby (Final de la Simultaneidad con E16 – Vålberg – Åmål – Trollhättan – Gotemburgo

- Gotemburgo  – Fredrikshavn

 Dinamarca
- E45 : Fredrikshavn – Aalborg – Randers – Aarhus – Horsens – Vejle – Kolding – Haderslev – Aabenraa – / frontera

Alemania
- A7 : / frontera – Flensburg – Neumünster – Hamburg – Hanover – Hildesheim - Göttingen – Kassel – Fulda – Würzburg
- A3 : Würzburg – Núremberg
- A9 : Núremberg – Ingolstadt – Munich
- A99 : Múnich
- A8 : Múnich – Rosenheim
- A93 : Rosenheim – / frontera

 Austria
- A12 : / frontera – Kufstein – Wörgl (Inicio de la Simultaneidad con E60) – Wiesing – Innsbruck (Final de la Simultaneidad con E60)
- A13 : Innsbruck – Matrei am Brenner – / frontera

 Italia

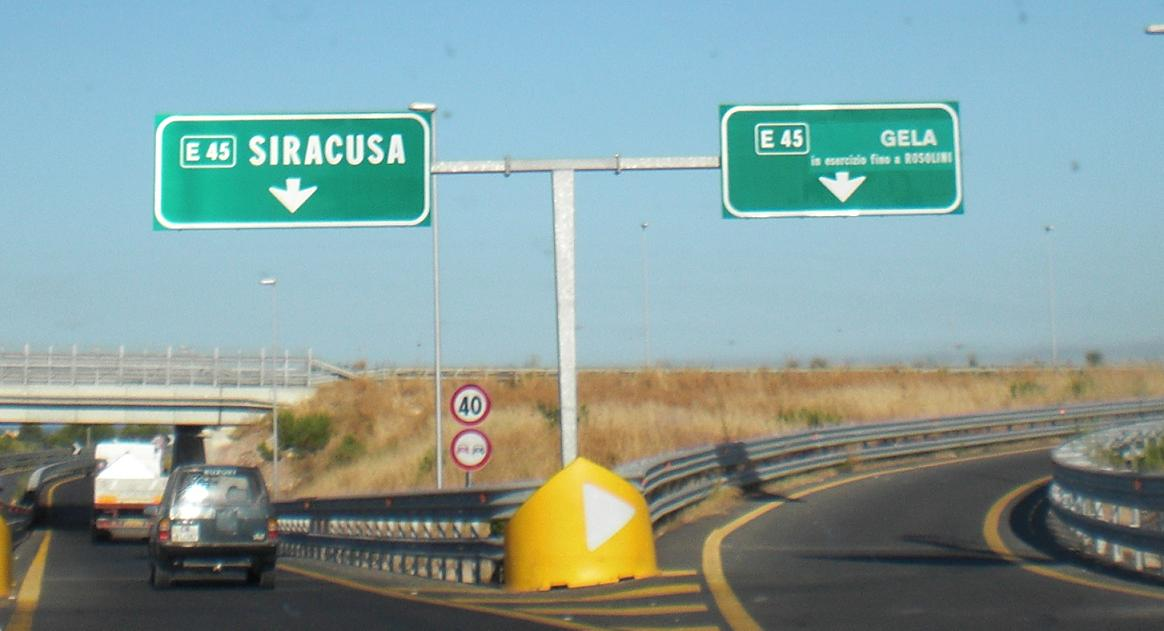
Indicaciones para la ruta E45 en Sicilia.

- A22 : / frontera – Brennero – Modena (Inicio de la Simultaneidad con E35)
- A1 : Modena – Bolonia (Simultaneidad con E35)
- A14 : Bolonia – Cesena
- SS 3 bis : Cesena – Terni
- SS 675: Terni – Orte (Inicio de la Simultaneidad con E35)
- A1 : Orte – Fiano Romano (Simultaneidad con E35)
- A1 : Fiano Romano – Nápoles
- A3 : Nápoles – Salerno
- A2 dir NA : Salerno
- A2 : Salerno – Battipaglia – Cosenza – Vibo Valentia – Villa San Giovanni
- SS 738 : Villa San Giovanni
- Villa San Giovanni – Messina
- A18 : Messina – Catania
- RA 15 : Catania
- Autostrada Catania-Siracusa : Catania – Augusta
- SS 114 : Augusta – Syracuse
- A18 : Siracusa – Ispica
- SS 115 : Ispica – Gela